# Hans Ove Christensen
 Der er flere personer med dette navn, se Ove Christensen.
Hans Ove Christensen kendt som Ove Christensen (13. august 1886 i Nørre Jernløse – 28. juni 1971 i Helsingør) var en dansk innovativ ingeniør og arkitekt. 
Ove Christensen er kendt for Klintegården i Århus, der arkitektonisk og bygningsteknisk er et moderne byggeri i seks etager i funkisstil. Bygningen var som noget nyt opført i jernbeton. Efter rejser i Europa i 1930'erne blev han meget optaget af brugen af jernbeton og blev pionér inden for etagehusbyggeriet med jernbeton. Inden Klintegården havde han opført etagehuset i Schleppegrellsgade, også i Århus.